# صبايا 4 (مسلسل)
صبايا 4 هو مسلسل سوري عرض في 2012 وهو الجزء الرابع من مسلسل صبايا، وهو من إخراج سيف الشيخ نجيب. تم تصوير المسلسل في دبي مع عودة ديما بياعة بعد غيابها في الجزء الثالث وجيني اسبر وكندة حنا والفنان السوري محمد خير الجراح بدور أدري مع رؤى الصبان بدور ليان و هدى الخطيب في حلقة ضيفة شرف بدور صباح و بريجيت ياغي بدور ناريمان (نانا).